# Commonwealth War Graves Commission
Die Commonwealth War Graves Commission (CWGC, ursprünglich Imperial War Graves Commission) ist eine Einrichtung, die in Zusammenarbeit mit der Regierung des Vereinigten Königreichs für die Errichtung, Bebauung und Betreuung der britischen Soldatenfriedhöfe in den Ländern des Commonwealth of Nations verantwortlich ist. Sie ist in ihrem Aufgabenbereich fast identisch mit dem Volksbund Deutsche Kriegsgräberfürsorge, mit dem sie auch zusammenarbeitet, dem Österreichischen Schwarzen Kreuz und der US-amerikanischen American Battle Monuments Commission.

## Geschichte

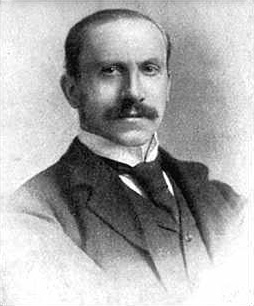
Alfred Milner, 1. Viscount Milner

Die Entstehung der Gefallenenregistrierung geht auf Sir Fabian Ware zurück, der beim Ausbruch des Ersten Weltkrieges 1914 bereits das Alter von 45 Jahren erreicht hatte und somit nicht mehr als aktiver Offizier in die britische Armee aufgenommen wurde. Er reiste bereits im September 1914 nach Frankreich und überredete seinen Freund und Gönner Viscount Milner sich für ihn einzusetzen. Unterstützt durch dessen Protektion übernahm Fabian Ware das Kommando über eine mobile Einheit des britischen Roten Kreuzes. Schon bald erkannte Ware, dass die Registrierung der Gefallenen große Lücken aufwies, und begann mit der Markierung und Auflistung der Gräber. Hieraus entstand eine Organisation zur Registrierung der Soldatengräber, die schon bald als eine Hilfsorganisation für das Internationale Komitee vom Roten Kreuz angesehen wurde. Im Jahre 1915 wurde diese Einrichtung von der Armee als „Kriegsgräber-Registrierungs-Kommission“ übernommen und Generalmajor Sir Fabian Ware konnte nun in der „Gräber-Registrierungs-Kommission“ seine Arbeit fortsetzen.

### Erster Weltkrieg

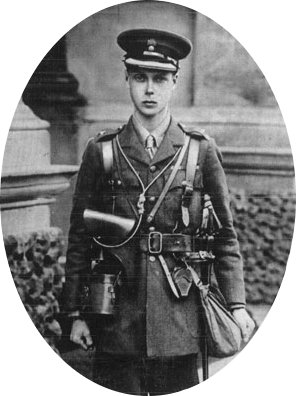
Edward, Prince of Wales (1915), erster Präsident der CWGC

Zwischen September 1914 und Mai 1915 hatte diese Einrichtung über 81.000 Grabregistrierungen vorgenommen und mit Lagebildern, Fotografien und Dokumenten katalogisiert. Noch während der heftigen Kämpfe an der Westfront überlegte Ware, was mit den Grabstätten nach Kriegsende geschehen würde. Mit Unterstützung durch Edward, Prince of Wales (den späteren König Eduard VIII.), wurde dieses Thema während einer der Kriegskonferenzen erörtert und am 21. Mai 1917 wurde die „Königliche Kriegsgräber-Kommission“ ins Leben gerufen. Ihr erster Präsident wurde der Prince of Wales, während Sir Fabian Ware das Amt des Geschäftsführenden Vorsitzenden übertragen bekam und bis 1948 erfolgreich ausübte.
Im November 1918 legte der Direktor des Britischen Museums einen Entwurf vor, in dem die architektonische und gärtnerische Gestaltung dargelegt wurde. Zwei Vorschläge, die eine kontroverse Diskussion auslösten, waren die Empfehlung, den Leichnam eines Gefallenen nicht in die Heimat zurückzuführen und die Grabstätten nach einem einheitlichen Baustil ohne Unterscheidung nach Dienstgraden zu errichten. Erst am 4. Mai 1920 wurde diesem Entwurf zur Errichtung von Kriegsgräberstätten durch das House of Commons zugestimmt.

### Die ersten Kriegsgräberstätten
Mit der Gestaltung der ersten Kriegsgräberstätten, ihrer einzelnen Baugruppen und Elementen hatte die Kommission die Architekten Herbert Baker und Robert Lorimer (Gesamtgestaltung), Reginald Blomfield (Cross of Sacrifice) und Edwin Lutyens (Stone of Remembrance) beauftragt, für die Inschriften hatte man als literarischen Berater Rudyard Kipling ausgewählt, die gartenarchitektonische Gestaltung wurde der Gartengestalterin Gertrude Jekyll übertragen.
1920 wurden in den französischen Orten Le Tréport (Département Seine-Maritime) sowie in Forceville und Louvencourt (beide im Département Somme) die ersten nach den einheitlich festgelegten Regeln gestalteten Kriegsgräberstätten erbaut. In einigen Fällen wurden kleinere Gräberansammlungen aufgelöst und die Opfer auf größere Anlagen umgebettet.

### Zweiter Weltkrieg
Mit dem Beginn des Zweiten Weltkrieges 1939 gehörte die Einrichtung von Kriegsgräber-Registrierungseinheiten zum festen Bestand der British Army. Die ansteigende Zahl der zivilen Opfer aus den Staaten des Commonwealth veranlasste Ware, den Antrag zu stellen, dass auch diese Kriegsopfer registriert werden sollten. Diesem Vorschlag stimmte Winston Churchill zu und bis zum Ende des Zweiten Weltkrieges hatte man eine Namensliste von fast 67.000 Opfern registriert, dieses „Totenbuch“ wird seit 1956 in der Westminster Abbey aufbewahrt. Überraschenderweise wiesen die Kriegsgräberstätten des Ersten Weltkriegs kaum Schäden auf, selbst die Grünanlagen befanden sich in einem bemerkenswert guten Zustand.
1944 erhielt der britische Architekt Philip Dalton Hepworth die Ernennung zum Leitenden Architekten für die Kriegsgräberstätten in Nordwesteuropa.
1949 wurde als erstes ein kanadischer Soldatenfriedhof in Dieppe (Frankreich) der Öffentlichkeit übergeben. Insgesamt fanden nach dem Zweiten Weltkrieg auf den 559 Friedhöfen der CWGC über 350.000 Tote und Gefallene ihre letzte Ruhestätte, darüber hinaus wurden 36 Mahnmale errichtet. Die Arbeiten dauerten bis an das Ende der 1960er Jahre und die Kommission gab sich zu diesem Zeitpunkt den jetzigen Namen „Commonwealth War Graves Commission“.

## Präsident und Hauptsitz

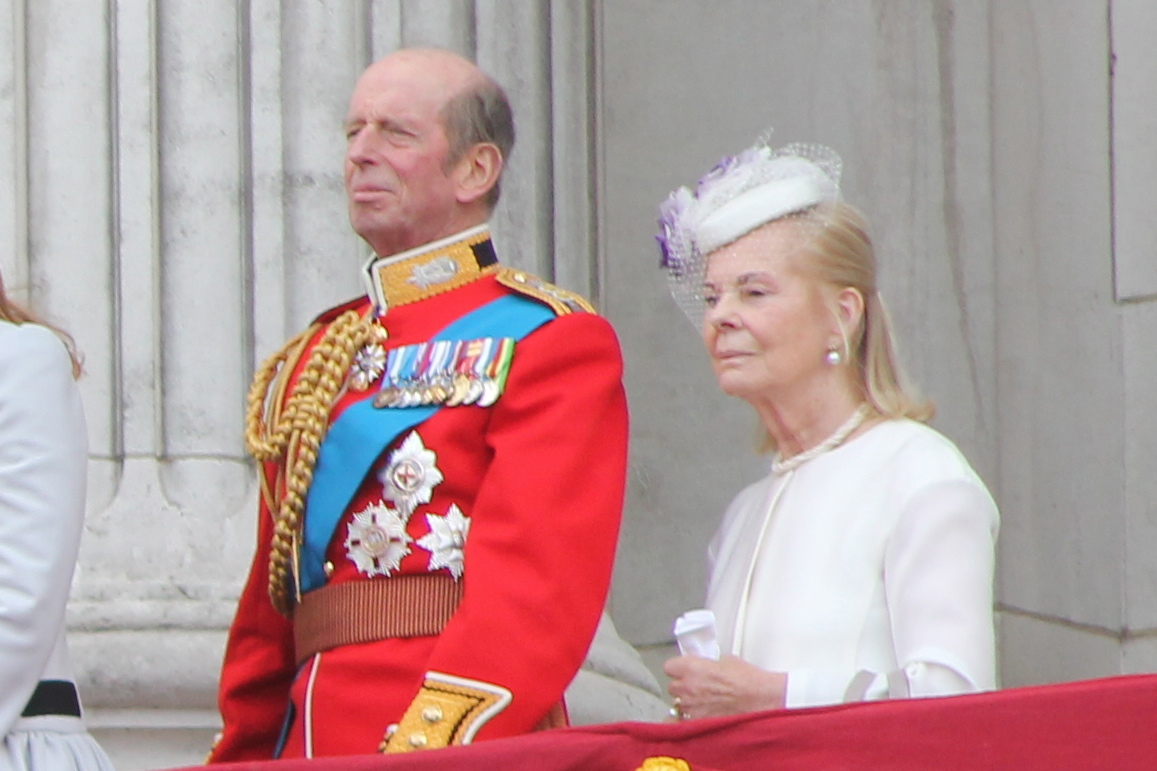
Edward, 2. Duke of Kent

Der Haupt- und Verwaltungssitz der CWGC ist in Maidenhead (Vereinigtes Königreich), von hier aus werden weltweit in 150 Ländern über 1,7 Millionen Militärangehörige und deren Hinterbliebene betreut. Es wurden 2.500 Friedhöfe errichtet, auf denen 73.000 Grabstätten angelegt worden sind.
Präsident ist Edward, 2. Duke of Kent, und als Onkel 2. Grades von Charles III. Mitglied der königlichen Familie.

## Mitgliederstaaten
In der CWGC haben sich Australien, Kanada, Indien, Neuseeland, Südafrika und das Vereinigte Königreich zusammengeschlossen. Das Gründungsmitglied Neufundland gab 1949 seine Mitgliedschaft auf, da es ein Teil Kanadas wurde.

## Soldatenfriedhöfe und Mahnmale
Die größten Friedhöfe liegen in Frankreich und Belgien, sie wurden nach dem Ersten Weltkrieg angelegt. Weitere Ehrenfriedhöfe wurden, ebenfalls nach dem Ersten Weltkrieg, im Mittleren Osten und im Irak angelegt. Nach dem Zweiten Weltkrieg entstanden in Nordafrika, dem Fernen Osten, in Italien und in der Bundesrepublik Deutschland weitere Soldatenfriedhöfe.
Der größte, durch die CWGC entstandene Friedhof ist der „Tyne Cot Cemetery and Memorial to the Missing“ aus dem Ersten Weltkrieg. Er liegt nördlich der Ortschaft Ypern in Belgien, auf ihm sind annähernd 12.000 Gräber errichtet worden. Der kleinste zu betreuende Friedhof liegt auf der Insel Skyros (Griechenland), er besteht nur aus einer Grabstätte, in der Rupert Brooke beigesetzt worden ist. Durch die CWGC wurden auch mehrere Mahnmale erbaut, die an die unbekannten Toten und Gefallenen beider Weltkriege erinnern sollen. Das mächtigste Denkmal ist das „Thiepval Memorial to the Missing of the Somme“, welches nach dem Ersten Weltkrieg in der Ortschaft Thiepval (Somme) in Nordfrankreich errichtet wurde, hier sind 72.000 vermisste Militärangehörige verzeichnet.

## Gestaltungsvorschriften
Jeder Friedhof, der durch die CWGC entworfen und gebaut wurde, ist nach eindeutigen Gestaltungsregeln und Bauvorschriften konzipiert. Diese wurden bereits 1917 festgelegt und unterliegen einer strengen Ausführung. Das hat zur Folge, dass sich die Soldatenfriedhöfe der CWGC in ihrer architektonischen und baulichen Darstellung immer gleichen. Alle Ehrenfriedhöfe sollen der Öffentlichkeit zugänglich gemacht werden, denn sie sollen als Verbindung zwischen den Lebenden und Toten dienen.

### Grabsteine

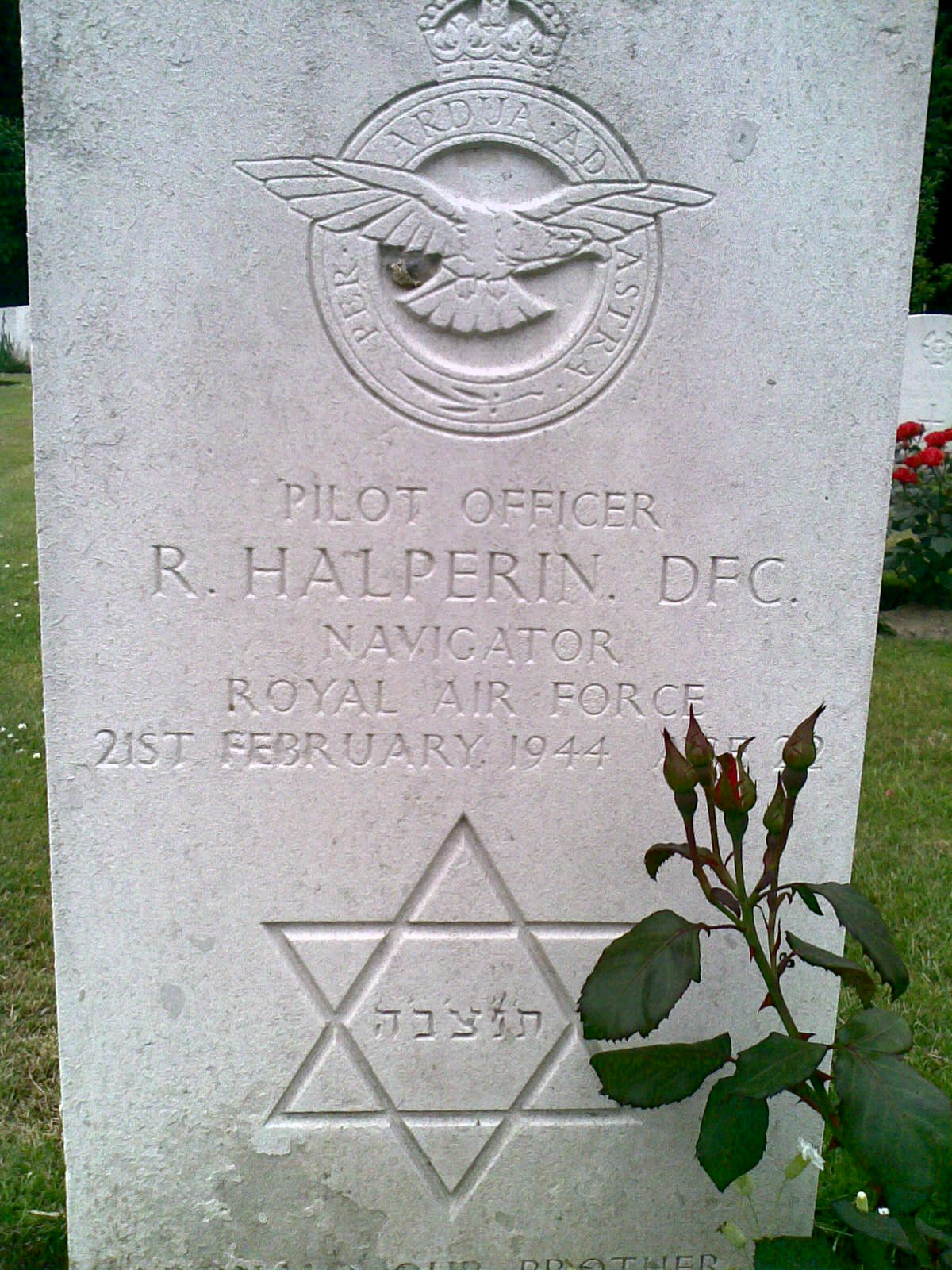
Jüdischer Angehöriger der Königlichen Luftwaffe

Die Grabsteine bestehen grundsätzlich aus weißem Sandstein und sind in Maß und Form gleich. Jeder Stein enthält die Inschrift, von oben nach unten gelesen, der militärischen Zugehörigkeit mit Wappen der Einheit, den Namen und Dienstgrad, die religiöse Zugehörigkeit (soweit diese bekannt ist) und auf Wunsch der Hinterbliebenen wird im Fußteil des Grabsteins ein Gedenkspruch eingraviert. Nach diesen Kriterien sind auch alle Grabfelder eingeebnet und mit Kopfbeetstreifen angelegt, grundsätzlich wird keine räumliche Trennung für einzelne Dienstgradgruppen vorgenommen.

### Gestaltung der Friedhofsanlage
Eine freie gartenarchitektonische Gestaltung, wie sie auf deutschen Soldatenfriedhöfen praktiziert wird, ist nicht vorgesehen. Auch hier greifen wieder die aus den Jahren 1917 festgelegten Gestaltungsbestimmungen, von denen nur in besonderen Ausnahmefällen abgewichen werden soll. Bei den Gebäudeteilen, Arkaden, Türmen und kleineren Gedenksteinen obliegt die Gestaltung dem Architekten, der sich an die ländlichen Gepflogenheiten anpassen soll, damit eine Synthese zwischen dem Ort und dem Kriegsopfer erstellt werden kann.
Die Friedhöfe sind in den meisten Fällen mit einer niedrigen Backsteinmauer oder Hecke umzäunt, so dass auf jeden Fall ein weiter Einblick in die Friedhofsanlage ermöglicht wird. Der großräumige Eingangsbereich wird mit der Namenstafel des Friedhofs versehen und mit einem dekorativen Eingangstor ausgestattet. Es wurde festgelegt, dass auf jedem britischen Ehrenfriedhof zwei im Zentrum errichtete Bauwerke geschaffen werden sollen:

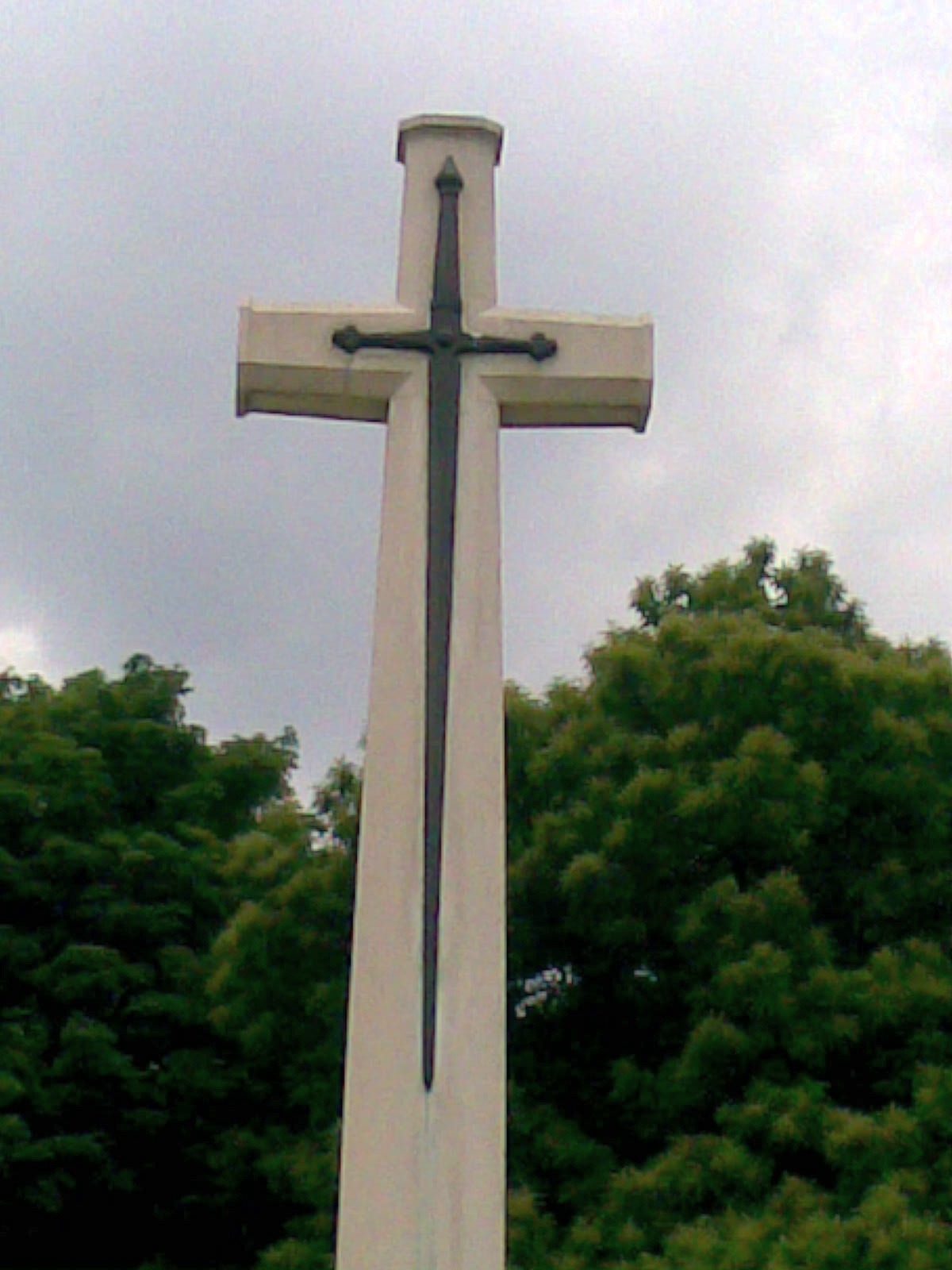
Opferkreuz mit Langschwert

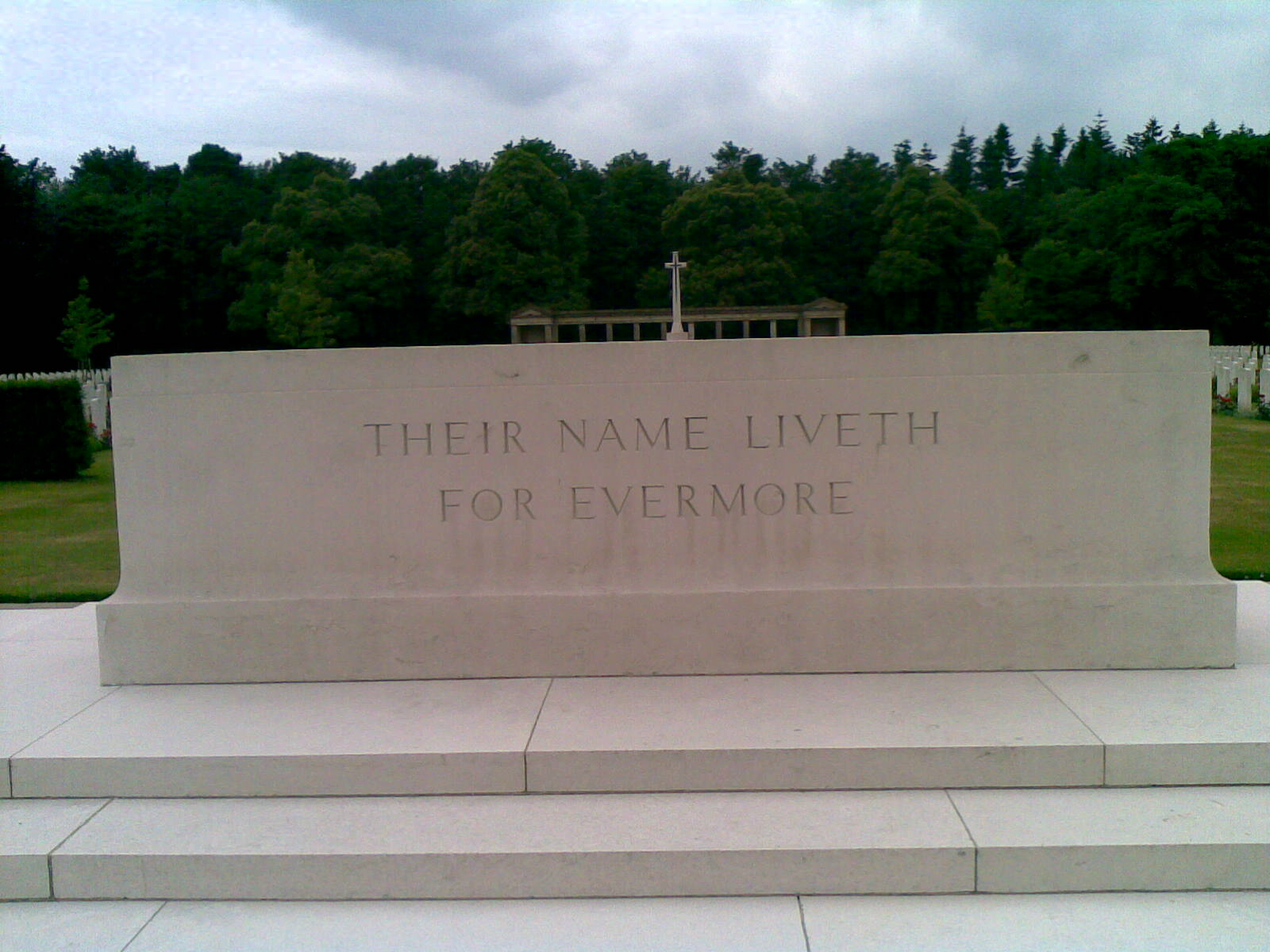
Altarstein mit Aufschrift

- Das „Cross of Sacrifice“ (Opferkreuz) mit einem aufliegenden Langschwert aus Bronze, es soll 4,50–9,00 Meter hoch sein. Es wurde von Reginald Blomfield entworfen.
- Ebenso muss ein rechteckiger „Stone of Remembrance“ (Gedenkstein) mit der Inschrift „Ihr Name lebt ewiglich“ („Their Name Liveth For Evermore“) erbaut werden; die Maße betragen in der Länge 3,50 Meter und in der Höhe 1,50 Meter. Er wurde von Edwin Lutyens entworfen.

Zu jedem Friedhof gehört ein kleines kapellenähnliches Häuschen, in dem ein kleiner Safe installiert ist, hierin wird das Totenregister aufbewahrt, das für jeden Besucher einsehbar ist.

### Bepflanzung
Besonders auffällig ist die gleichmäßige floristische und botanische Ausgestaltung, es ist die Absicht eine friedliche Umgebung zu schaffen. Nach Möglichkeit sollen einheimische Pflanzen eingesetzt werden, d. h. Pflanzen aus den Heimatländern der Gefallenen. Auf den in Deutschland errichteten Gedenkstätten sind dieses überwiegend Rosen (z. B. die Gertrud Jekyll-Rose) und so genannte Bodendecker.

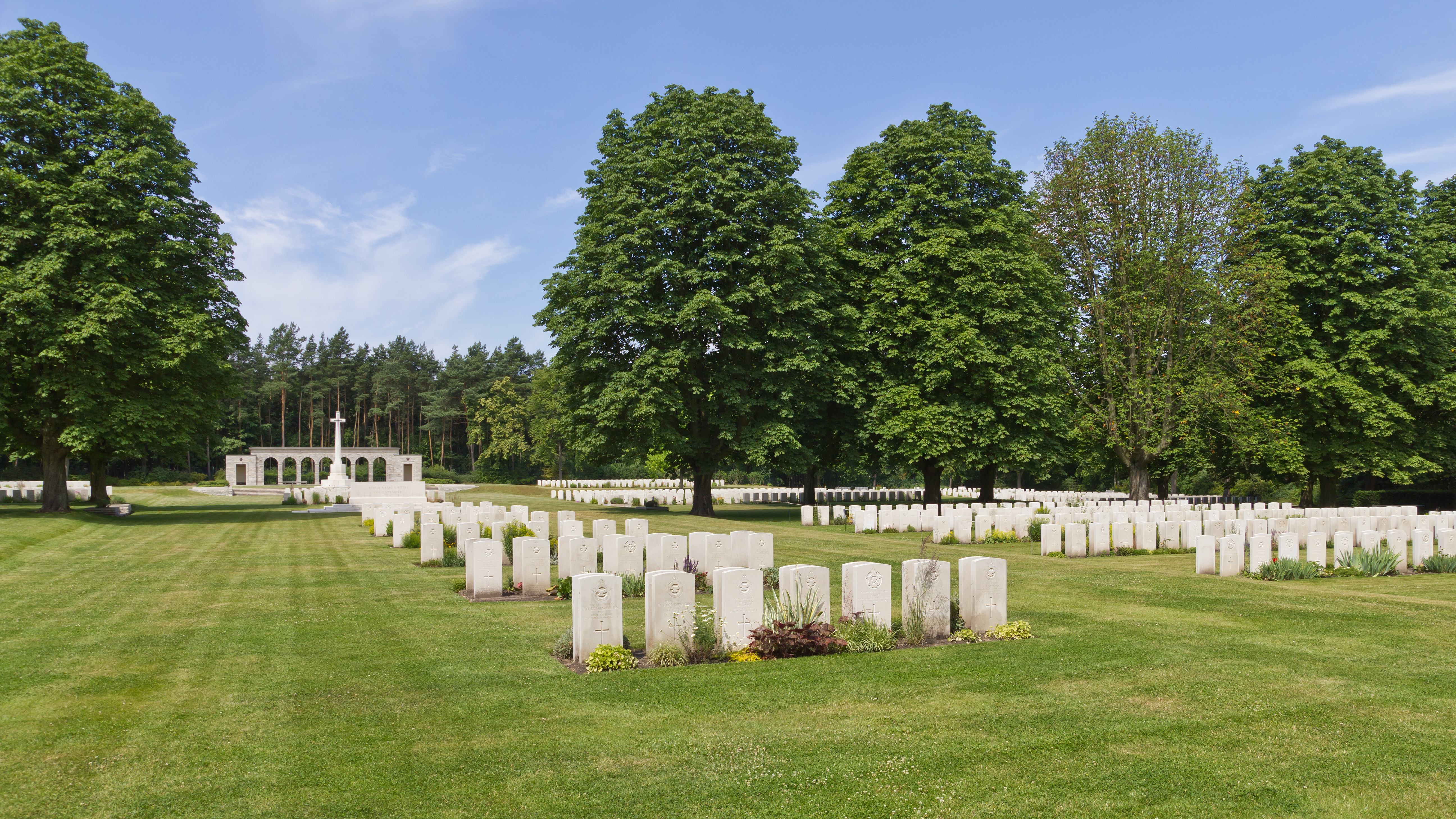
Gräberreihen auf dem Friedhof in der Heerstraße, Berlin

Alle Gräber sind ebenerdig angelegt, die Grabsteine sind mit kleinen Beeten umrandet. Es werden keine Wege zwischen den Grabreihen angelegt, sondern die gesamte Friedhofsfläche ist durchgehend mit Rasen angepflanzt. Kleinere halbhohe Büsche (z. B. Buchsbaum) grenzen hin und wieder einzelne Grabsteinfelder und Gebäudeteile ab.

## Außenstellen der CWGC
Die Kommission arbeitet heute in 150 Ländern auf der ganzen Welt. Zusätzlich zu ihrem Hauptsitz in Maidenhead gibt es mehrere Zweigniederlassungen, die ihre Verwaltungsstellen in den meisten Fällen in der Nähe der großen Kriegsgräberstätten haben. Kleine Verwaltungsbüros gibt es in der Türkei, Israel, Griechenland, Ägypten, Tunesien und Kenia.

## Die wichtigsten Zweigstellen
- Die Nebenstelle „Westeuropa“ hat ihren Sitz in Frankreich und koordiniert die Arbeiten für Frankreich (einschließlich Korsika), Monaco und die Schweiz.
- Die Verwaltungsstelle „Nordeuropa“ hat ihren Sitz in Ypres (Belgien) und zeichnet verantwortlich für die Länder Belgien, Tschechien, Dänemark,  Deutschland, Luxemburg, Niederlande, Norwegen, Polen und Schweden.
- Die Arbeit in Algerien, Österreich, den Azoren, den Kanarischen Inseln, Kroatien, Gibraltar, Ungarn, Italien, Madeira, Malta, Mauretanien, Marokko, Portugal, San Marino, Spanien und Tunesien wird von der Kommission „Westliches Mittelmeer“ koordiniert, diese hat ihr Büro in Rom.
- Das Büro „Vereinigtes Königreich“ beheimatet die zuständige Kommission für die Arbeit auf den Kanalinseln, den Färöer-Inseln, Island, Irland, der Isle of Man und dem Vereinigten Königreich.
- Die Kommission in Kanada, mit Sitz in Ottawa, ist zuständig für Kanada und die Vereinigten Staaten von Amerika.
- Das „Süd-Afrika-Büro“ in Centurion ist zuständig für Südafrika und Namibia.
- Das Amt des Australian War Graves in Canberra umfasst den Tätigkeitsbereich in Australien, Norfolk Island, Papua-Neuguinea und den Salomonen.
- In Indien unterstützen ehrenamtliche Verbindungsoffiziere die Kommission in der Zusammenarbeit mit den lokalen und zentralen Behörden.

## Jugendbildungswerk
Die CWGC bietet im Rahmen eines Online-Bildungsprogrammes mehrere Projekte an. Diese können von Schulen und Einzelpersonen genutzt werden und sollen an die Gefallenen der beiden Weltkriege erinnern. Es werden Links zu Kriegsmuseen, Sonderausstellungen und Online-Games bereitgestellt und durch die CWGC betreut.

## Fotoprojekt
"The War Graves Photographic Project" hatte zunächst das Ziel, in Zusammenarbeit mit dem CWGC jedes einzelne Kriegsgrab und Denkmal zu fotografieren. Dies fand großen Zuspruch; man entschloss sich, Kriegsgräber aller Nationalitäten zu fotografieren und sie in einer Datenbank auffindbar zu machen. Im März 2012 enthielt sie über 1,7 Millionen Fotos.